# 佐伯祐三アトリエ記念館
佐伯祐三アトリエ記念館（さえきゆうぞうアトリエきねんかん）は、東京都新宿区にある区立の博物館。指定管理者制度により、公益財団法人新宿未来創造財団が管理・運営をしている。
中落合の区立佐伯公園内にある佐伯祐三のアトリエ付住宅を改築・整備。佐伯の功績を後世に遺すべく、記念館として2010年、佐伯の誕生日である4月28日に開館した。